# ألعاب القوى في الألعاب الأولمبية الصيفية 2024 – سباق 200 متر للرجال
أقيم سباق 200 متر للرجال  ضمن مسابقات ألعاب القوى في دورة الألعاب الأولمبية الصيفية 2024 في أربع جولات في ملعب فرنسا في باريس، فرنسا في الفترة من 5 إلى 8 أغسطس 2024. وكانت هذه هي المرة التاسعة والعشرون التي أقيمت فيها منافسات سباق 200 متر للرجال في دورة الألعاب الأولمبية الصيفية. وتمكن ما مجموعه 48 رياضيًا من التأهل للحدث حسب معيار الدخول أو التصنيف.

## ملخص المسابقة
| حدث               | الذهبية                  | الفضية                          | البرونزية                    |
| ----------------- | ------------------------ | ------------------------------- | ---------------------------- |
| سباق 200 متر رجال | بوتسوانا · ليتسيل تيبوجو | الولايات المتحدة · كيني بدناريك | الولايات المتحدة · نوا لايلز |

## ملخص الحدث
مع عودة جميع الفرق الستة الأولى في الألعاب الأولمبية السابقة. بعد فوزه بثلاث بطولات عالمية متتالية، كان الحائز على الميدالية البرونزية لعام 2020، نواه لايلز، هو المرشح الأوفر حظًا. وكان حامل اللقب أندريه دي جراس هو الحائز على الميدالية الفضية في عام 2016 وفي بطولة العالم 2019. كما احتل الحائز على الميدالية الفضية العائدة كيني بيدناريك المركز الثاني بعد لايلز في عام 2022 لكنه خرج من منصة التتويج في عام 2023 ليحتل المركز الخامس. المركز الرابع في عام 2021 كان من نصيب الشاب إيريون نايتون، البالغ من العمر 20 عامًا ولكنه يتمتع بالخبرة، بعد أن احتل المركز الثالث في عام 2022 والثاني في عام 2023. وقد ساعدته قوة لايلز على الفوز ليس فقط بسباقات 200 متر ولكن مؤخرًا بسباق 100 متر في عام 2023 وهذه الألعاب الأولمبية هي سرعتها النهائية القصوى. المركز الخامس في عام 2021 كان جوزيف فاهنبوله ببداية سيئة للغاية، ويتمتع بسرعة إغلاق سريعة باستمرار، ويتفوق على المنافسين على امتداد المنزل عامًا بعد عام. وفي عام 2023، كان الحائز على الميدالية البرونزية ليتسيل تيبوجو يتقدم بالفعل على لايلز نحو النهاية. البطاقة الجامحة الأخرى هنا هي الظهور الوحيد لهذه الألعاب بواسطة حامل الرقم القياسي العالمي لمسافة 400 متر والبطل الأولمبي وايد فان نيكيرك عام 2016.
شهد نصف النهائي الأول أن بيدناريك يركض بسرعة 20.00 لكن ألكسندر أوجاندو أزاح دي جراس. الثانية شهدت فوز تيبوجو على لايلز بفارق 19.96. تأهل نايتون وفاهنبوله من الدور نصف النهائي مع تعادل فان نيكيرك في المركز الأخير. كانت تصفيات الوقت من زيمبابوي. تابيواناشي ماكاراوو وماكاناكايش شارامبا.
في النهائي حقق تيبوغو أسرع بداية، حيث أعطى لايلز 0.1 ثانية. تحرك بيدناريك بسرعة خلال الدور ليتقدم بفارق 0.05 ثانية على تيبوغو الذي بدأ التحرك. دخل بيدناريك وتيبوغو إلى الطريق مباشرة، جنبًا إلى جنب، مع وجود لايلز على بعد مسافة قصيرة. من هناك سارع تيبوجو لتحقيق فوز مريح. كافح لايلز لتحقيق سرعة إغلاق سريعة، حيث انهار مستواه قرب النهاية. احتفظ بمنصبه متقدما على نايتون ليحتل المركز الثالث. وكانت المراكز الثاني والثالث والرابع مطابقة للأولمبياد السابقة، ولكن مع حصول تيبوغو على المركز الأول.
أصبح تيبوغو خامس أسرع لاعب في التاريخ، مسجلاً رقماً قياسياً أفريقياً جديداً. سجل بيدناريك ولايلز أيضًا سباقات السرعة التي صنفت ضمن أسرع عشرة سباقات 200 متر في تاريخ الألعاب الأولمبية. بعد السباق انهار لايلز على المضمار ونُقل على كرسي متحرك. تم التأكيد لاحقًا على أن فحوصه إيجابية لفيروس كوفيد-19 قبل يومين، مما أثر على أدائه. صرح لاحقًا أنه لن يشارك في سباقات التتابع 4 × 100 م أوسباق 4 × 400 م.

## الخلفية
كان سباق 200 متر للرجال حاضراً في برنامج ألعاب القوى الأوليمبي منذ عام 1900. وآخر بطل الأوليمبي هو أندريه دي غراسي من كندا في سباق 200 متر في دورة الألعاب الأولمبية الصيفية 2020 في طوكيو، اليابان.
| رقم قياسي                  | الرياضي (البلد)  | الوقت (ثانية) | الموقع                  | التاريخ       |
| -------------------------- | ---------------- | ------------- | ----------------------- | ------------- |
| الرقم القياسي العالمي      | يوسين بولت (JAM) | 19.19         | برلين، ألمانيا          | 20 أغسطس 2009 |
| الأرقام القياسية الأولمبية | يوسين بولت (JAM) | 19.30         | بكين، الصين             | 20 أغسطس 2008 |
| الرائد عالميا              | نوا لايلز (USA)  | 19.53         | يوجين، الولايات المتحدة | 29 يونيو 2024 |

| سجل المنطقة                                                      | الرياضي (الدول)     | الوقت (الثواني) |
| ---------------------------------------------------------------- | ------------------- | --------------- |
| أفريقيا (الأرقام القياسية)                                       | ليتسيل تيبوجو (BOT) | 19.50           |
| آسيا (الأرقام القياسية)                                          | شيه زيني (CHN)      | 19.88           |
| أوروبا (الأرقام القياسية)                                        | بيترو مينيا (ITA)   | 19.72           |
| أمريكا الشمالية والوسطى ومنطقة البحر الكاريبي (الأرقام القياسية) | يوسين بولت (JAM)    | 19.19 WR        |
| أوقيانوسيا (الأرقام القياسية)                                    | بيتر نورمان (AUS)   | 20.06           |
| أمريكا الجنوبية (الأرقام القياسية)                               | ألونسو إدوارد (PAN) | 19.81           |

## المنافسة
أدخلت نسخة 2024 من الحدث تغييرًا في شكل المنافسة، بإضافة جولة إعادة، بالنسبة للتقدم من الجولة الأولى إلى الدور نصف النهائي، بدلاً من طريقة "أسرع الخاسرين" المستخدمة سابقًا (ولا تزال تستخدم في إعادة الدور نصف النهائي ومن الدور نصف النهائي إلى النهائي)، حصل جميع المتسابقين الذين لم يتأهلوا في المركز على فرصة ثانية للركض في جولة إعادة. أدى هذا إلى زيادة عدد الجولات من ثلاث إلى أربع، وضمان أن يتمكن جميع المتسابقين من الركض مرتين على الأقل.
في الجولة الأولى، تقدم أفضل 3 في كل من الجولات الست إلى الدور نصف النهائي، مع هبوط جميع المتسابقين المتبقين إلى إعادة الدور. كان لإعادة الدور 4 جولات، حيث تقدم أفضل عداء في كل جولة بالإضافة إلى أسرع عداءين إجماليين إلى الدور نصف النهائي. بالنسبة لنصف النهائي، تقدم أفضل عداءين في كل من الجولات الثلاث إلى جانب أسرع عداءين إجماليين.

## التأهيل
بالنسبة لسباق 200 متر للرجال، كانت فترة التأهيل بين 1 يوليو 2023 و30 يونيو 2024. تمكن 48 رياضيًا من التأهل للحدث، بحد أقصى ثلاثة رياضيين لكل دولة، من خلال الركض بسرعة 20.16 ثانية أو أسرع أو حسب تصنيفهم العالمي لألعاب القوى لهذا الحدث.

### جولات التصفيات
أقيمت التصفيات في 5 أغسطس، بدءًا من الساعة 19:55 (UTC+2) في المساء.

#### التصفيات الأولى
نتائج جولة التصفيات الأولى التأهيلية لنهائي سباق 200 متر رجال.
| المركز             | المسار             | الرياضي            | البلد              | الوقت          | ملاحظات        |
| ------------------ | ------------------ | ------------------ | ------------------ | -------------- | -------------- |
| 1                  | 4                  | جوزيف فاهنبوله     | ليبيريا            | 20.20          | Q              |
| 2                  | 9                  | إيسيوسا ديسالو     | إيطاليا            | 20.26          | Q              |
| 3                  | 3                  | وايد فان نيكيرك    | جنوب إفريقيا       | 20.42          | Q              |
| 4                  | 7                  | ريان زيزي          | فرنسا              | 20.49          |                |
| 5                  | 8                  | فيليكس سفينسون     | سويسرا             | 20.54 (.534)   |                |
| 6                  | 2                  | تشيكنا تراوري      | ساحل العاج         | 20.54 (.536)   |                |
| 7                  | 5                  | كالاب لو           | أستراليا           | 20.75          |                |
| 8                  | 6                  | ألبرت كومانسكي     | بولندا             | 20.77          |                |
| اتجاه وسرعة الرياح | اتجاه وسرعة الرياح | اتجاه وسرعة الرياح | اتجاه وسرعة الرياح | +0.1 متر/ثانية | +0.1 متر/ثانية |

#### التصفيات الثانية
نتائج جولة التصفيات الثانية التأهيلية لنهائي سباق 200 متر رجال.
| المركز             | المسار             | الرياضي            | البلد               | الوقت          | ملاحظات        |
| ------------------ | ------------------ | ------------------ | ------------------- | -------------- | -------------- |
| 1                  | 3                  | تارسيس أوروغوت     | أوغندا              | 20.32          | Q              |
| 2                  | 9                  | وانيا ماكوي        | جزر البهاما         | 20.35          | Q              |
| 3                  | 6                  | رينان غالينا       | البرازيل            | 20.41          | Q              |
| 4                  | 7                  | أندرو هدسون        | جامايكا             | 20.53          |                |
| 5                  | 2                  | أودودي أونوزوريكي  | نيجيريا             | 20.55          |                |
| 6                  | 8                  | سيزار ألميرون      | باراغواي            | 20.87          |                |
| 7                  | 4                  | توماس نيمييتس      | جمهورية التشيك      | 21.03          |                |
| —                  | 5                  | خوسيه غونزاليس     | جمهورية الدومينيكان | DNS            |                |
| اتجاه وسرعة الرياح | اتجاه وسرعة الرياح | اتجاه وسرعة الرياح | اتجاه وسرعة الرياح  | -0.1 متر/ثانية | -0.1 متر/ثانية |

#### التصفيات الثالثة
نتائج جولة التصفيات الثالثة التأهيلية لنهائي سباق 200 متر رجال.
| المركز             | المسار             | الرياضي             | البلد              | الوقت          | ملاحظات        |
| ------------------ | ------------------ | ------------------- | ------------------ | -------------- | -------------- |
| 1                  | 3                  | ليتسيل تيبوجو       | بوتسوانا           | 20.10          | Q              |
| 2                  | 4                  | ماكاناكايشي شارامبا | زيمبابوي           | 20.27          | Q              |
| 3                  | 8                  | فيليبو تورتو        | إيطاليا            | 20.29          | Q              |
| 4                  | 2                  | بريندون رودني       | كندا               | 20.30          | SB             |
| 5                  | 5                  | تيموثي مومنثالر     | سويسرا             | 20.63          |                |
| 6                  | 7                  | كوكي أوياما         | اليابان            | 20.84          |                |
| 7                  | 6                  | بنيامين ريتشاردسون  | جنوب إفريقيا       | 51.86          | إصابة          |
| اتجاه وسرعة الرياح | اتجاه وسرعة الرياح | اتجاه وسرعة الرياح  | اتجاه وسرعة الرياح | -0.1 متر/ثانية | -0.1 متر/ثانية |

#### التصفيات الرابعة
نتائج جولة التصفيات الرابعة التأهيلية لنهائي سباق 200 متر رجال.
| المركز             | المسار             | الرياضي            | البلد               | الوقت          | ملاحظات        |
| ------------------ | ------------------ | ------------------ | ------------------- | -------------- | -------------- |
| 1                  | 3                  | كينيث بيدناريك     | الولايات المتحدة    | 19.96          | Q              |
| 2                  | 5                  | ألكسندر أوغاندو    | جمهورية الدومينيكان | 20.04          | Q              |
| 3                  | 2                  | جوشوا هارتمان      | ألمانيا             | 20.30          | Q              |
| 4                  | 7                  | دييغو بيتوروسي     | إيطاليا             | 20.63          |                |
| 5                  | 4                  | شوتا إيزوكا        | اليابان             | 20.67          |                |
| 6                  | 6                  | أوندري ماسيك       | جمهورية التشيك      | 21.04          |                |
| —                  | 8                  | زارنيل هيوز        | بريطانيا العظمى     | DNS            |                |
| اتجاه وسرعة الرياح | اتجاه وسرعة الرياح | اتجاه وسرعة الرياح | اتجاه وسرعة الرياح  | +0.2 متر/ثانية | +0.2 متر/ثانية |

#### التصفيات الخامسة
نتائج جولة التصفيات الخامسة التأهيلية لنهائي سباق 200 متر رجال.
| المركز             | المسار             | الرياضي             | البلد              | الوقت          | ملاحظات        |
| ------------------ | ------------------ | ------------------- | ------------------ | -------------- | -------------- |
| 1                  | 4                  | إيريون نايتون       | الولايات المتحدة   | 19.99          | Q              |
| 2                  | 3                  | تابيواناتشي ماكاراو | زيمبابوي           | 20.07          | Q              |
| 3                  | 7                  | شون ماسوانجاني      | جنوب إفريقيا       | 20.20          | Q              |
| 4                  | 2                  | آرون براون          | كندا               | 20.36          |                |
| 5                  | 9                  | إيان كير            | جزر البهاما        | 20.53          |                |
| 6                  | 6                  | بابلو ماتيو         | فرنسا              | 20.58          |                |
| 7                  | 8                  | إريك إيرلاندسون     | السويد             | 20.65          |                |
| 8                  | 5                  | إدوارد كوبيليك      | جمهورية التشيك     | 21.14          |                |
| اتجاه وسرعة الرياح | اتجاه وسرعة الرياح | اتجاه وسرعة الرياح  | اتجاه وسرعة الرياح | +0.2 متر/ثانية | +0.2 متر/ثانية |

#### التصفيات السادسة
نتائج جولة التصفيات السادسة التأهيلية لنهائي سباق 200 متر رجال.
| المركز             | المسار             | الرياضي            | البلد              | الوقت          | ملاحظات        |
| ------------------ | ------------------ | ------------------ | ------------------ | -------------- | -------------- |
| 1                  | 6                  | نوا لايلز          | الولايات المتحدة   | 20.19          | Q              |
| 2                  | 7                  | أندريه دي غراسي    | كندا               | 20.30          | Q              |
| 3                  | 4                  | تووا أوزاوا        | اليابان            | 20.33          | Q              |
| 4                  | 5                  | بريان ليفيل        | جامايكا            | 20.47          |                |
| 5                  | 2                  | بليسينغ أفريفا     | إسرائيل            | 20.78          |                |
| 6                  | 8                  | يانغ تشون هان      | تايبيه الصينية     | 20.83          |                |
| 7                  | 3                  | ويليام ريس         | سويسرا             | 20.92          |                |
| اتجاه وسرعة الرياح | اتجاه وسرعة الرياح | اتجاه وسرعة الرياح | اتجاه وسرعة الرياح | +0.1 متر/ثانية | +0.1 متر/ثانية |

### جولة الإعادة
أقيمت جولة الإعادة في 6 أغسطس، بدءًا من الساعة 12:30 (UTC+2) بعد الظهر.

#### جولة الإعادة الأولى
نتائج جولة الإعادة الأولى التأهيلية لنهائي سباق 200 متر رجال.
| المركز             | المسار             | الرياضي            | البلد              | الوقت          | ملاحظات        |
| ------------------ | ------------------ | ------------------ | ------------------ | -------------- | -------------- |
| 1                  | 6                  | أودودي أونوزوريكي  | نيجيريا            | 20.51          | Q              |
| 2                  | 8                  | دييغو بيتوروسي     | إيطاليا            | 20.53          |                |
| 3                  | 5                  | تيموثي مومنثالر    | سويسرا             | 20.67          |                |
| 4                  | 7                  | شوتا إيزوكا        | اليابان            | 20.72          |                |
| 5                  | 4                  | أوندري ماسيك       | جمهورية التشيك     | 21.14          |                |
| —                  | 3                  | تشيكنا تراوري      | ساحل العاج         | DNS            |                |
| اتجاه وسرعة الرياح | اتجاه وسرعة الرياح | اتجاه وسرعة الرياح | اتجاه وسرعة الرياح | +0.1 متر/ثانية | +0.1 متر/ثانية |

#### جولة الإعادة الثانية
نتائج جولة الإعادة الثانية التأهيلية لنهائي سباق 200 متر رجال.
| المركز             | المسار             | الرياضي            | البلد              | الوقت          | ملاحظات        |
| ------------------ | ------------------ | ------------------ | ------------------ | -------------- | -------------- |
| 1                  | 4                  | بريندون رودني      | كندا               | 20.42          | Q              |
| 2                  | 5                  | برايان ليفيل       | جامايكا            | 20.47          | q              |
| 3                  | 8                  | بابلو ماتيو        | فرنسا              | 20.57          |                |
| 4                  | 6                  | كوكي أوياما        | اليابان            | 20.92          |                |
| —                  | 3                  | سيزار ألميرون      | باراغواي           | DQ             | TR 17.3.3      |
| —                  | 7                  | كالاب لو           | أستراليا           | DNS            |                |
| اتجاه وسرعة الرياح | اتجاه وسرعة الرياح | اتجاه وسرعة الرياح | اتجاه وسرعة الرياح | +0.6 متر/ثانية | +0.6 متر/ثانية |

#### جولة الإعادة الثالثة
نتائج جولة الإعادة الثالثة التأهيلية لنهائي سباق 200 متر رجال.
| المركز             | المسار             | الرياضي            | البلد              | الوقت         | ملاحظات       |
| ------------------ | ------------------ | ------------------ | ------------------ | ------------- | ------------- |
| 1                  | 7                  | ريان زيزي          | فرنسا              | 20.40         | Q             |
| 2                  | 4                  | هارون براون        | كندا               | 20.42         | q             |
| 3                  | 6                  | تشون هان يانغ      | تايبيه الصينية     | 20.73         |               |
| 4                  | 3                  | بليسينغ أفريفا     | إسرائيل            | 20.88         |               |
| 5                  | 2                  | ألبرت كومانسكي     | بولندا             | 20.90         |               |
| 6                  | 8                  | إدوارد كوبيليك     | جمهورية التشيك     | 21.20         |               |
| —                  | 5                  | ويليام ريس         | سويسرا             | DNS           |               |
| اتجاه وسرعة الرياح | اتجاه وسرعة الرياح | اتجاه وسرعة الرياح | اتجاه وسرعة الرياح | 0.0 متر/ثانية | 0.0 متر/ثانية |

#### جولة الإعادة الرابعة
نتائج جولة الإعادة الرابعة التأهيلية لنهائي سباق 200 متر رجال.
| المركز             | المسار             | الرياضي            | البلد              | الوقت          | ملاحظات        |
| ------------------ | ------------------ | ------------------ | ------------------ | -------------- | -------------- |
| 1                  | 6                  | إريك إيرلاندسون    | السويد             | 20.49          | Q, PB          |
| 2                  | 7                  | أندرو هدسون        | جامايكا            | 20.55          |                |
| 3                  | 8                  | إيان كير           | جزر البهاما        | 20.60          |                |
| 4                  | 5                  | فيليكس سفينسون     | سويسرا             | 20.65          |                |
| 5                  | 3                  | توماس نيميتش       | جمهورية التشيك     | 20.84          |                |
| —                  | 4                  | بنيامين ريتشاردسون | جنوب إفريقيا       | DNS            |                |
| اتجاه وسرعة الرياح | اتجاه وسرعة الرياح | اتجاه وسرعة الرياح | اتجاه وسرعة الرياح | +0.3 متر/ثانية | +0.3 متر/ثانية |

### الدور نصف النهائي
أقيمت مباريات الدور نصف النهائي في 7 أغسطس، ابتداءً من الساعة 20:02 (UTC+2) في المساء.

#### نصف النهائي الأول
نتائج جولة نصف النهائي الأولى المؤهلة لنهائي سباق 200 متر رجال.
| المركز             | المسار             | الرياضي            | البلد               | الوقت          | ملاحظات        |
| ------------------ | ------------------ | ------------------ | ------------------- | -------------- | -------------- |
| 1                  | 7                  | كيني بدناريك       | الولايات المتحدة    | 20.00          | Q              |
| 2                  | 8                  | ألكسندر أوغاندو    | جمهورية الدومينيكان | 20.09          | Q              |
| 3                  | 5                  | أندريه دي غراسي    | كندا                | 20.41          |                |
| 4                  | 4                  | شون ماسوانجاني     | جنوب إفريقيا        | 20.42          |                |
| 5                  | 9                  | وانيا ماكوي        | جزر البهاما         | 20.61          |                |
| 6                  | 6                  | تارسيس أوروغوت     | أوغندا              | 20.64          |                |
| 7                  | 3                  | ريان زيزي          | فرنسا               | 20.81          |                |
| 8                  | 2                  | برايان ليفيل       | جامايكا             | 20.93          |                |
| اتجاه وسرعة الرياح | اتجاه وسرعة الرياح | اتجاه وسرعة الرياح | اتجاه وسرعة الرياح  | -0.1 متر/ثانية | -0.1 متر/ثانية |

#### نصف النهائي الثاني
نتائج جولة نصف النهائي الثاني المؤهلة لنهائي سباق 200 متر رجال.
| المركز             | المسار             | الرياضي             | البلد              | الوقت          | ملاحظات        |
| ------------------ | ------------------ | ------------------- | ------------------ | -------------- | -------------- |
| 1                  | 8                  | ليتسيل تيبوجو       | بوتسوانا           | 19.96          | Q              |
| 2                  | 6                  | نوا لايلز           | الولايات المتحدة   | 20.08          | Q              |
| 3                  | 4                  | ماكاناكايشي شارامبا | زيمبابوي           | 20.31          | q              |
| 4                  | 7                  | إيسيوسا ديسالو      | إيطاليا            | 20.37          |                |
| 5                  | 5                  | جوشوا هارتمان       | ألمانيا            | 20.47          |                |
| 6                  | 9                  | تووا أوزاوا         | اليابان            | 20.54          |                |
| 7                  | 3                  | هارون براون         | كندا               | 20.57          |                |
| 8                  | 2                  | إريك إيرلاندسون     | السويد             | 20.93          |                |
| اتجاه وسرعة الرياح | اتجاه وسرعة الرياح | اتجاه وسرعة الرياح  | اتجاه وسرعة الرياح | -0.2 متر/ثانية | -0.2 متر/ثانية |

#### نصف النهائي الثالث
نتائج جولة نصف النهائي الثالث المؤهلة لنهائي سباق 200 متر رجال.
| المركز             | المسار             | الرياضي             | البلد              | الوقت          | ملاحظات        |
| ------------------ | ------------------ | ------------------- | ------------------ | -------------- | -------------- |
| 1                  | 8                  | إيريون نايتون       | الولايات المتحدة   | 20.09          | Q              |
| 2                  | 6                  | جوزيف فاهنبوله      | ليبيريا            | 20.12          | Q              |
| 3                  | 7                  | تابيواناتشي ماكاراو | زيمبابوي           | 20.16          | q              |
| 4                  | 5                  | فيليبو تورتو        | إيطاليا            | 20.54          |                |
| 5                  | 3                  | بريندون رودني       | كندا               | 20.59          |                |
| 6                  | 9                  | رينان غالينا        | البرازيل           | 20.60          |                |
| 7                  | 2                  | أودودي أونوزوريكي   | نيجيريا            | 20.72 (.717)   |                |
| 7                  | 4                  | وايد فان نيكيرك     | جنوب إفريقيا       | 20.72 (.717)   |                |
| اتجاه وسرعة الرياح | اتجاه وسرعة الرياح | اتجاه وسرعة الرياح  | اتجاه وسرعة الرياح | -0.6 متر/ثانية | -0.6 متر/ثانية |

### النهائي
أقيمت المباراة النهائية في 8 أغسطس، بدءًا من الساعة 20:30 (UTC+2) في المساء.
| المركز             | المسار             | الرياضي             | البلد               | الوقت          | ملاحظات        |
| ------------------ | ------------------ | ------------------- | ------------------- | -------------- | -------------- |
| الأول              | 7                  | ليتسيل تيبوجو       | بوتسوانا            | 19.46          | AR, WL         |
| الثاني             | 8                  | كيني بدناريك        | الولايات المتحدة    | 19.62          |                |
| الثالث             | 5                  | نوا لايلز           | الولايات المتحدة    | 19.70          | TR7.1[C]       |
| 4                  | 6                  | إيريون نايتون       | الولايات المتحدة    | 19.99          |                |
| 5                  | 4                  | ألكسندر أوغاندو     | جمهورية الدومينيكان | 20.02          |                |
| 6                  | 2                  | تابيواناشي ماكاراوو | زيمبابوي            | 20.10          |                |
| 7                  | 9                  | جوزيف فاهنبوله      | ليبيريا             | 20.15          |                |
| 8                  | 3                  | ماكاناكايشي شارامبا | زيمبابوي            | 20.53          |                |
| اتجاه وسرعة الرياح | اتجاه وسرعة الرياح | اتجاه وسرعة الرياح  | اتجاه وسرعة الرياح  | +0.4 متر/ثانية | +0.4 متر/ثانية |